# Bingo Players
Bingo Players fue inicialmente un dúo holandés de música dance, conformado por Paul Bäumer y Maarten Hoogstraten. Sus producciones variaron desde el electro hacía al tech house. En 2013 ocuparon el puesto 52 en la encuesta realizada por la revista DJmag, siendo su mejor desempeño. La pareja se desintegra el 18 de diciembre de 2013 tras el fallecimiento de uno de los miembros, Paul Bäumer, quedando Maarten Hoogstraten como único integrante del proyecto.

## Trayectoria
Comenzaron su carrera en 2006 con el lanzamiento de varios EP por el sello Techtone. En 2008, lanzaron uno de los primeros éxitos de su trayectoria musical con el sencillo "Touch Me", realizado junto al dúo holandés Chocolate Puma, que llegó a ocupar el primer lugar en la lista de descargas del sello digital Beatport, al igual que sencillos como “Disco Electrique” y “Chop”.
Sus producciones empezaron a ser respaldadas por DJs internacionales de la talla de Laidback Luke, A-Trak, Crookers, Patric La Funk, Boys Noize, entre otros.
En 2009, lanzaron otra de sus reconocidas producciones, “Devotion” por el sello Sneakerz Muzik, en la que incluyeron el sample de “(I Wanna Give You) Devotion”, una canción de 1990, original del dúo británico de música dance Nomad.
En 2010, decidieron lanzar su propio sello discográfico Hysteria, dependiente de Sneakerz Muzik, en el que además de lanzar sus producciones, albergaban nuevos talentos como Sandro Silva, Gregori Klosman, Carl Tricks y Ralvero. En este mismo año, se animaron a versionar otro clásico de la década de 1990. Esta vez fue "Tom's Diner", originalmente interpretado por Suzanne Vega.
En 2011, lanzaron en colaboración del productor holandés Nicky Romero, el sencillo “Sliced” y fueron uno de los encargados de remezclar el éxito mundial Give Me Everything, interpretado por Pitbull, Ne-Yo y Nayer. Actualmente, ganaron cierto reconocimiento por su canción "Cry (Just a Little)" alcanzando posiciones elevadas en listas musicales de Holanda, Bélgica y el Reino Unido. Posteriormente en 2012, fue sampleado por el rapero estadounidense Flo Rida en el sencillo "I Cry". Utiliza los vocales de la canción "Piano In The Dark" interpretada por Brenda Russell, y compuesta por Scott Cutler, Brenda Russell y Jeff Hull.
En 2012, deciden lanzar la versión vocal de “Mode”, titulada “Don't Blame The Party (Mode)” y cuenta con las voces de Heather Bright. En ese mismo año produjeron para el cantante estadounidense Ne-Yo, la canción “Forever Now” incluida en el álbum R.E.D..
En 2013, su sencillo «Get Up (Rattle)», el que cuenta con la colaboración de Far East Movement, se convirtió en el primer número uno del dúo en el Reino Unido, tras desbancar a «Scream & Shout» de will.i.am y Britney Spears (2012), el que había permanecido como tal durante dos semanas.
En abril de 2014 lanza su primer sencillo desde que Paul Bäumer falleciera titulado «Knock You Out». Cuenta con las voces de Kim Viera y la colaboración de Sia Furler en la composición y de Stargate en la producción.

## Fallecimiento de Paul Bäumer
El 19 de julio de 2013, Bingo Players emitió un comunicado en el que se confirman los rumores de que Paul Bäumer, uno de los integrantes del dúo, acaba de ser diagnosticado con cáncer. El grupo había informado recientemente a sus fanáticos de los problemas actuales de salud que uno de los miembros estaba experimentando.
El 18 de diciembre de 2013 falleció uno de sus integrantes Paul Baumer a causa del cáncer, expresándolo Maarten Hoogstraten en un comunicado.
En un mensaje colgado en la página de la difusa banda, Maarten expresa que unos meses después de haberle diagnosticado cáncer a Paul, este dijo a Maarten que continuara a Bingo Players si el falleciera. Al final del mensaje se puede ver que Maarten está tratando "lo mejor que puede" para hacer que Bingo Players continue su legado.
El 20 de enero de 2014, Maarten Hoogstraten hizo un comunicado a través de la página oficial del grupo donde anunciaba que Bingo Players continuaría activo a petición de Paul Bäumer antes de fallecer.

## Discografía

### Sencillos
- 2006: "Gimmie All That You Got"
- 2006: "Sonic Stomp"
- 2007: "Shake It"
- 2007: "Chuck Full Of Funk"
- 2007: "Party People"
- 2007: "Touch Me" (con Chocolate Puma)
- 2008: "Get Up"
- 2008: "Chop"
- 2008: "Bounce (Till Ya)"
- 2008: "Blurr"
- 2009: "Disco Electrique" (con Chocolate Puma)
- 2009: "I Will Follow" (Theme Fit For Free Dance Parade) (con Dan'Thony)
- 2009: "Devotion"
- 2009: "Devotion" (with Tony Scott)
- 2010: "When I Dip"
- 2010: "Tom's Diner"
- 2010: "Get On The Move"
- 2010: "Obviously" (con Carl Tricks)
- 2010: "Lame Brained"
- 2011: "Cry (Just A Little)"
- 2011: "Sliced" (con Nicky Romero)
- 2011: "Rattle"
- 2011: "Mode"
- 2012: "L'Amour"
- 2012: "Don't Blame The Party (Mode)" (con Heather Bright)
- 2012: "Out of My Mind"
- 2013: "Get Up (Rattle)" (con Far East Movement)
- 2013: "Buzzcut"
- 2014: "Knock You Out"
- 2015: "Nothing To Say"
- 2015: "Curiosity"
- 2016: Tom's Diner (2016 Rework)
- 2017: Bust This
- 2017: No. 1 Disco
- 2017: Tic Toc (con Oomloud)
- 2017: Beat The Drum
- 2017: Don't Hold Back (con Ooumloud) [What's Next EP]
- 2017: Get Physical (con Robin Aristo) [What's Next EP]
- 2018: Everybody (con Goshfather)
- 2018: Love Me Right
- 2018: Body Rock (con Bali Bandits)
- 2019: 1000 Years
- 2020: Get Together (con Oomload)
- 2020: Brighter Lights (con Oomload)
- 2020: Scoop (con Peyruis)
- 2020: Shed My Skin (con Oomload
- 2020: Forever Love (con Disco Fries)
- 2020: I Know This Club (con Ida Corr)

#### Sencillos en listas
| Año  | Título                                                                   | Posiciones en listas | Posiciones en listas | Posiciones en listas | Posiciones en listas | Posiciones en listas | Posiciones en listas | Posiciones en listas | Posiciones en listas | Certificaciones                         |
| Año  | Título                                                                   | HOL                  | AUS                  | AUT                  | BEL (Fla)            | CAN                  | EUA Dance            | FRA                  | R.U.                 | Certificaciones                         |
| ---- | ------------------------------------------------------------------------ | -------------------- | -------------------- | -------------------- | -------------------- | -------------------- | -------------------- | -------------------- | -------------------- | --------------------------------------- |
| 2008 | «Touch Me» (Bingo Players vs. Chocolate Puma)                            | 73                   | —                    | —                    | —                    | —                    | 21                   | —                    | —                    |                                         |
| 2008 | «Chop»                                                                   | 78                   | —                    | —                    | —                    | —                    | —                    | —                    | —                    |                                         |
| 2009 | «Disco Electrique» (Bingo Players vs. Chocolate Puma)                    | —                    | —                    | —                    | —                    | —                    | 45                   | —                    | —                    |                                         |
| 2009 | «I Will Follow (Theme Fit For Free Dance Parade 2009)» (feat. Dan'thony) | 82                   | —                    | —                    | —                    | —                    | —                    | —                    | —                    |                                         |
| 2009 | «Devotion»                                                               | —                    | —                    | —                    | 26                   | —                    | —                    | —                    | —                    |                                         |
| 2010 | «Tom's Diner»                                                            | —                    | —                    | —                    | 75                   | —                    | —                    | —                    | —                    |                                         |
| 2011 | «Cry (Just a Little)»                                                    | 9                    | —                    | —                    | 28                   | —                    | —                    | —                    | 44                   |                                         |
| 2011 | «Rattle»                                                                 | 91                   | —                    | 46                   | —                    | —                    | —                    | 140                  | —                    |                                         |
| 2012 | «L'Amour»                                                                | —                    | —                    | —                    | —                    | —                    | —                    | —                    | —                    |                                         |
| 2012 | «Don't Blame the Party (Mode)» (con Heather Bright)                      | 34                   | —                    | —                    | 54                   | —                    | —                    | —                    | —                    |                                         |
| 2012 | «Out of My Mind»                                                         | —                    | —                    | —                    | 62                   | —                    | —                    | —                    | —                    |                                         |
| 2013 | «Get Up (Rattle)» (con Far East Movement)                                | 20                   | 4                    | 24                   | 19                   | 51                   | 5                    | 8                    | 1                    | - AUS: Platino - CAN: Oro - R.U.: Plata |
| 2014 | «Knock You Out»                                                          | 37                   | —                    | —                    | —                    | —                    | 1                    | —                    | —                    |                                         |

### Remixes
2007:
- UHM – House Ya (Bingo Players Remix)

2008:
- UHM & Tony Flexx – Our House (Bingo Players Remix)
- Josh The Funky 1 – It's The Music (Bingo Players Remix)
- Ian Carey – Redlight (Bingo Players Remix)
- Erick E – Wanna Go Again (Bingo Players Remix)
- Groovenatics – Joy (Bingo Players Remix)
- Gio Martínez, Genetik – Pixel (Bingo Players Remix)
- Todd Terry – Uncle Tech (Bingo Players Remix)
- Soulcatcher feat. Amanda Wilson – Falling For You (Bingo Players Remix)

2009:
- Ron Carroll – Bump To Dis (Bingo Players Vs. Bart B More Remix)
- Oliver Twizt – You're Not Alone (Bingo Players Remix)
- Harrison Crump – Gone (Bingo Players Remix)
- Kristine W – Feel What You Want (Bingo Players Feel It 2 Remix)
- Joachim Garraud – Are U Ready? (Bingo Players Remix)
- Villanord – Muzik (Bingo Players Remix)
- Ferry Corsten feat. Maria Nayer – We Belong (Bingo Players Remix)
- Sander van Doorn & Marco V – What Say? (Bingo Players Remix)
- Patric La Funk – Xylo (Bingo Players Remix)
- Sir James – Special (Bingo Players Remix)
- N.E.R.D – Lapdance (Bingo Players Bootleg Remix)
- Nick Supply feat. Tasha Baxter – That Bounce Track (Bingo Players Remix)
- Gel Abril – Spells Of Yoruba (Bingo Players Remix)
- Martin Solveig – Poptimistic (Bingo Players Remix)

2010:
- Gramophonedzie – Why Don't You (Bingo Players Remix)
- Mastiksoul feat. Zoey – Taking Me Hi (Bingo Players Remix)
- Eddie Thoneick feat. Terri B. – Release (Bingo Players Remix)
- Kelis – Milkshake (Bingo Players Bootleg)
- The Black Eyed Peas – The Time (Bingo Players Bootleg)
- David Guetta feat. Kid Cudi – Memories (Bingo Players Remix)
- Dany P-Jazz, Fedde Le Grand, Funkerman – New Life (Bingo Players Remix)
- Green Velvet – La La Land (Bingo Players Remix)

2011:
- Sir Mix-A-Lot – Baby Got Back (Bingo Players Bootleg)
- Pitbull feat. Ne-Yo, Afrojack & Nayer – Give Me Everything (Bingo Players Remix)
- Sander van Doorn – Koko (Bingo Players Remix)
- The Prodigy – Everybody In The Place (Bingo Players Bootleg)
- Wally López – Welcome Home (Bingo Players Remix)
- Manufactured Superstars feat. Scarlett Quinn – Take Me Over (Bingo Players Remix)
- Flo Rida – Good Feeling (Bingo Players Remix)

2012:
- Far East Movement – Jello (Bingo Players Remix)
- Carl Tricks – Mad Dash (Bingo Players Edit)

2013:
- Dada Life – Boing Clash Boom (Bingo Players Remix)
- Duck Sauce – Radio Stereo (Bingo Players Remix)

2014:
- Gorgon City feat. Laura Welsh – Here for You (Bingo Players Remix)

2015
- Mystery Skulls feat. Nile Rodgers & Brandy – Magic (Bingo Players' French Fried Rework)
- Hardwell feat. Jason Derulo – Follow Me (Bingo Players Remix)

2017
- Charlie Puth – Attention (Bingo Players Remix)

2019
- Ava Max -  Freaking Me Out (Bingo Players Remix)
- Laidback Luke - Pogo  (Bingo Players Remix)

2020
- Mystique - Magic  (Bingo Players Remix)